# Isoquercitrina
Isoquercetina es un compuesto químico que se puede aislar de Bauhinia longifolia, de los mangos y de Rheum nobile, el ruibarbo Noble o ruibarbo de  Sikkim, una gran planta herbácea nativa del Himalaya. Glicósidos de quercetina también están presentes en el té.
La Isoquercetina es el 3-O-glucósido de quercetina.

## Dato espectral
La espectroscopia ultravioleta-visible para la isoquercetina es 254.8 y 352.6 nm.